# Константин Гюйгенс
Константин Гюйгенс (нід. Constantijn Huygens Константейн Гейгенс, МФА: [ˈkɔnstɑntɛin ˈɦœyɣə(n)s]; 4 вересня 1596, Гаага, Нідерланди — 28 березня 1687, там же) — нідерландський поет, композитор і науковець доби Ренесансу («золотого століття Нідерландів»). Батько натурознавця і математика Хрістіана Гюйгенса.

## З життя і творчості
Константин Гюйгенс — син дворянина-дипломата, був вихований у суворому кальвіністському дусі. Поступивши на дипломатичну службу, багато подорожував по Італії й Англії. Був секретарем двох принців Оранського дому: Фрідріха Генріха Оранського і Вільгельма II Оранського-Нассау.
Писав головним чином дидактичні вірші — нідерландською, латинською, англійською, німецькою, французькою, італійською й іспанською мовами.
Численні твори Константина Гюйгенса носять почасти автобіографічний («Daghwerk», 1638, «Hofwijck», 1653 і «Cluyswerk», 1683), почасти дидактичний  характер, як «Costelick mal» (1622) — їдка сатира на поета Якоба Катсу, пенсіонарія Мідделбурга, або «Oogentroost» (1646), де Гюйгенс виводить типи «морально сліпих»; у творі «Zee-straet» (1666) описує тяжке становище рибалок і розкіш відпочиваючої біля морського берега публіки; у «Zede-printen» (1625) подано характеристику всіх станів його часу (від короля і придворних до селян і жебраків). Але найціннішими є його прислів'я і епіграми (понад 3 000), зібрані власне самим автором під заголовком «Волошки» (нід. «Korenbloemen», 1672).
Константин Гюйгенс грав на безлічі інструментів — на лютні, гітарі, віолі да гамба, клавесині), для яких написав велику кількість музичних творів. Свої заняття музикою вважав важливішими, ніж літературні практикування. За його словами, літературою він займався лише в деякі вільні години.
Був великим цінителем образотворчого мистецтва. У 1630-х роках підтримував молодого на той час художника Рембрандта.
Ім'я Константина Гюйгенса носить надерландська літературна премія (Constantijn Huygensprijs).